# Regne de Funan
El Regne de Funan (xinès 扶南 pinyin Fúnán; vietnamita PhùNam) fou un antic regne localitzat al voltant del delta del Mekong, al sud de la península d'Indoxina, avui part del Vietnam. El nom es troba en registres històrics xinesos que descriuen el regne, i les descripcions més extenses es basen principalment en l'informe de dos diplomàtics xinesos que representaven el regne de Wu de Nanquín i que van viatjar a aquesta regió a mitjan segle tercer; tanmateix, el nom «Funan» no es troba en els textos locals i no se sap quin nom li donaven els seus habitants.

## Etimologia
Alguns estudiosos han donat teories de l'origen i significat de la paraula «Funan». Sovint es diu que «Funan» representa una transcripció d'algun idioma local al xinès. Per exemple, l'acadèmic francès Georges Coedès (1886-1969) va suggerir que «Funan» és una transcripció o transcripció figurada al xinès per a bnaṃ o vnaṃ, i que significa muntanya. No obstant això, també s'ha observat que en xinès el caràcter 南 (nán), vietnamita (nam) representa el sud, els acadèmics xinesos l'han utilitzat a l'hora de nomenar d'altres llocs i regions del sud-est d'Àsia, com ara Annam, antiga província xinesa, situada en l'actual Vietnam. Per tant, «Funan» pot ser una paraula, originalment xinesa, que significa alguna cosa així com «Pacífic sud», i no pas una transcripció.
Com el nom mateix del regne, el caràcter etnolingüístic de les persones és un tema de molta discussió entre els especialistes. Les hipòtesis principals són que els funanesos eren majoritàriament mon-khmer, o austronesis, o que constituïen una societat multiètnica. L'evidència disponible no és concloent sobre aquest tema.

## Història

### Orígens
Segons els estudiosos moderns extrets principalment de fonts literàries xineses, un estranger anomenat Huntian (混 塡) va establir el regne de Funan al voltant del segle i al delta del Mekong, al sud del Vietnam. L'evidència arqueològica mostra que l'assentament humà en l'extensa regió pot remuntar-se fins al segle iv aC. I per bé que els historiadors xinesos els consideren com una sola nació, d'acord amb alguns estudiosos moderns Funan pot haver estat una col·lecció de ciutats estat que de vegades lluitaven entre si i en altres ocasions constituïen una unitat política.
Els orígens ètnics i lingüístics dels funaneses han estat objecte de debat acadèmic, i no hi ha conclusions definitives. Els funaneses van poder ser de l'ètnia txam o d'altres pobles austronesis, potser del poble khmer. És possible que siguin els avantpassats dels pobles indígenes que habiten a la part sud del Vietnam avui que es refereixen a si mateixos com a "Khmer" o "Khmer Krom." (El terme khmer terme "Krom" significa "per sota" o "part inferior de" i es fa servir per referir-se al territori que més tard va ser colonitzat per immigrants vietnamites i s'integra en l'estat modern del Vietnam). També és possible que Funan fos un societat multicultural, que inclouria diversos grups ètnics i lingüístics. Al final dels segles IV i v, la indianització avançar amb més rapidesa, en part a través d'impulsos renovats procedents de la Dinastia Pal·lava del sud de l'Índia i l'Imperi Gupta del nord de l'Índia. Els únics escrits locals existents de l'època de Funan són inscripcions paleogràfics Pal·lava grantha en sànscrit de la Dinastia Pal·lava, un llenguatge acadèmic utilitzat per les elits governants après i tot el sud i el sud-est Àsia. Aquestes inscripcions no donen cap informació sobre l'origen ètnic o la llengua vernacla dels funaneses.
Funan pot haver estat el Suvarnabhumi a què es fa referència en els antics textos indis. Entre els khmer krom de la regió del baix Mekong se sosté la creença que són els descendents de l'antiga Funan, el nucli de Suvarnabhumi / Suvarnadvipa, que va cobrir una vasta extensió del sud-est d'Àsia inclosa l'actual Cambodja, el sud del Vietnam, Tailàndia, Laos, Birmània, Malàisia, Sumatra i altres parts d'Indonèsia.

### Huntian
El Llibre de Liang registra la història de la fundació de Funan per l'estranger Hùntián (混 塡): «Ell va venir des del país del sud Jiao (徼, un lloc no identificat, potser a la península de Malaca o a l'arxipèlag de Riau), després de somiar que un geni li havia lliurat un arc diví. Al matí, es va dirigir al temple, on es topà amb un arc als peus d'un arbre. Després, va abordar un vaixell a Funan. La reina del país, Liuye (柳叶, 'full de salze') volia saquejar el vaixell i apoderar d'ell, per la qual cosa Huntian va disparar una fletxa amb el seu arc diví i va travessar el vaixell de Liuye, que llavors es va espantar i es va rendir, i Huntian la prengué com a esposa. Després va governar aquest país i va passar el poder al seu fill, que va ser el fundador de les set ciutats ».
Gairebé la mateixa història es repeteix en el llibre Jin (晋书), compilat per Fang Xuanling 房玄龄 (578-648) l'any 648, però, en el Llibre Jin els noms donats a l'estranger i la seva dona eren Hunhuì (混 湏) i Yeliu (叶 柳).

### Kaundinya
Alguns erudits han identificat el Huntian del Llibre de Liang amb el Kaundinya braman que es va casar amb Nāga (serp), com s'estableix en un registre en sànscrit trobat en el Mỹ Sơn que data de l'any 658. Altres investigadors ho rebutgen, tot assenyalant que la paraula "Hùntian" només té dues síl·labes, mentre que la paraula "Kaundinya" en té tres. No obstant això, el nom de "Kaundinya" apareix en una sèrie de fonts independents i sembla apuntar a una figura de certa importància en la història funanese.

### Kaundinya en fonts xineses
Fins i tot si "Huntian" no és la transcripció correcta de la paraula sànscrita "Kaundinya", el nom de "Kaundinya" és molt important en la història de Funan segons allò escrit pels historiadors xinesos: emperò, no es transcriu com a "Huntian, "sinó com a" Qiáochénrú "(侨 陈 如). Una persona amb aquest nom s'esmenta en el Llibre de Liang, en una història que s'assembla una mica a la història de Huntian. Segons aquesta font, Qiáochénrú fou un dels successors del rei Tianzhu Zhantan (天竺 旃檀), un governant de Funan de l'any 357, que enviava elefants domesticats com a tribut a l'emperador Mu de Jin (司马 聃) fou un braman oriünd de l'Índia. Una veu li va dir: «has d'anar al regne de Funan». Al sud, va arribar a Panpan (盘 盘). Els funaneses se li van unir, i el regne sencer es va aixecar amb alegria, anava davant seu, i el va triar com a rei. Va canviar totes les lleis que s'ajustaven al sistema de l'Índia.

### Kaundinya en la inscripció de Mi-Sön
La història de Kaundinya també s'exposa breument en un document sànscrit trobat al Mỹ Sơn. Es data del diumenge 18 de febrer de 658 (i per tant pertany al període post-funanense) que diu: «Ella va ser presa com a esposa per l'excel·lent Kaundinya».

### Kaundinya en la inscripció de Thap Muoi

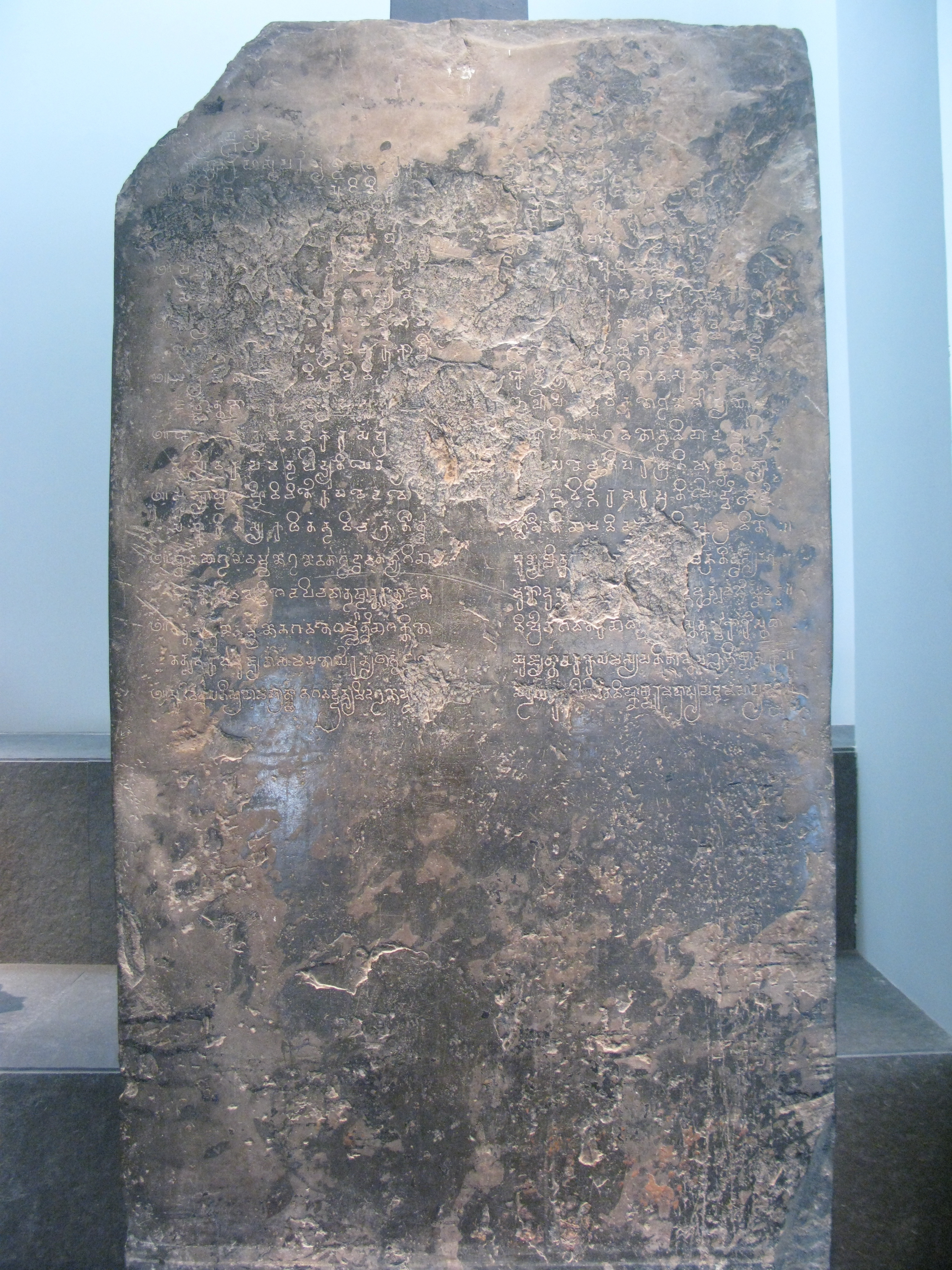
Aquesta estela trobada a Tháp Mười en la província de Đồng Tháp, Vietnam, i ara ubicada al Museu d'Història a Ciutat Ho Chi Minh és un dels pocs escrits existents que es poden atribuir amb seguretat al regne de Funan. El text està en sànscrit, escrit en alfabet grantha de la Dinastia Pal·lava, data de mitjans del, i parla d'una donació en honor de Vixnu per un príncep Gunavarman del llinatge Kaundinya.

La inscripció en sànscrit al districte Thap Muoi (coneguda com a "Pràsàt Prằṃ Lovêṅ" en khmer), que està ara en exhibició al Museu d'Història del Vietnam a Ciutat Ho Chi Minh, es refereix al príncep Guṇavarman, el fill menor (nṛpasunu balo-pi).

## Societat
Tenint en compte que els registres funaneses no van sobreviure a l'època moderna, gran part del que es coneix provenen d'excavacions arqueològiques. Les excavacions van produir descobriments d'estructures de paret de maons, metalls preciosos i ceràmica des del sud de Cambodja i Vietnam. També es va trobar un sistema de gran canal que unia les localitats d'Angkor Borei i les sortides costaneres. Això suggereix un govern altament organitzat. Funan era una societat complexa i sofisticada, amb una alta densitat poblacional, tecnologia i un sistema social complex.

### Capital
En el suposat cas que Funan fos una entitat política unificada, els erudits han avançat diversos arguments lingüístics sobre la ubicació de la seva "capital". Una teoria, basada en la suposada connexió entre la paraula "Funan" i la paraula khmer "Phnom", es localitza la capital a la rodalia de Phnom Ba, prop de la moderna ciutat cambodjana de Banam a la província de Prey Veng.
Una altra teoria, proposada per George Coedes, és que la capital era una ciutat identificar en Angkor inscripcions com "Vyādhapura" (Ciutat del caçador). Coedes va basar la seva teoria en un passatge de la història de la Xina que van identificar a la capital com a "Temu" (特 牧) Coedes va afirmar que aquest nom representa una transcripció de la paraula khmer "dalmāk", que ell va traduir com a "caçador". Aquesta teoria ha estat rebutjada per altres estudiosos, amb l'argument que "dalmāk" significa "tramper", no "caçador".
Per desgràcia, no s'ha realitzat cap investigació arqueològica de Funan al sud de Cambodja, en diverses dècades, i és precisament aquesta regió la que suposadament albergava la capital o capitals de Funan.

## Cultura
Funan va ser fortament influenciada per diverses civilitzacions índies, potser a través d'intercanvis o comerç. Immigrants indis van ser emprats en l'administració de l'Estat, el sànscrit era la llengua de la cort, els funaneses van adoptar l'hinduisme i, a partir del segle v, també doctrines religioses budistes.
Les fonts xineses diuen que la gent vivia en cases, conreava arròs, enviava tributs d'or, plata, ivori i animals exòtics a la Xina.
Els impostos es pagaven en plata, or, perles i fusta. Els enviats xinesos Tai Kang (康泰) i Zhi Ying (朱 应) van informar que a Funan es practicava l'esclavitud i la justícia es prestava a través de l'ordalia, incloent mètodes amb cadenes de ferro roent i aigua bullent. Els registres xinesos de la cort també mostren que un grup de músics funaneses va visitar la Xina en el 263. L'emperador xinès va quedar tan impressionat que va ordenar la creació d'un institut per a la música funanese prop de Nanjing.
Dos monjos budistes de Funan, anomenats Mandrasena i Saṃghabara, van començar a residir a la Xina en els segles V i VI ii traduïren textos del sànscrit al xinès. Entre aquests textos es troba el Mahayana Saptaśatikā Prajñāpāramitā Sūtra, també anomenat Mahāprajñāpāramitā Mañjuśrīparivarta Sūtra.

## Economia
Funan va ser una super potència al sud-est d'Àsia. Pròsper gràcies al comerç marítim i l'agricultura. El regne pel que sembla, va encunyar la seva pròpia moneda de plata, amb la imatge d'un Rheinardia ocellata.
Funan era com una mena de parada entre el comerç de l'Índia amb la Xina i, per tant, podia haver controlat tota la ruta comercial de Malàisia amb el centre del Vietnam.
Funan també es va beneficiar d'un sofisticat sistema agrícola que incloïa l'ús d'un elaborat sistema d'emmagatzematge d'aigua i reg. La població es va concentrar principalment al llarg dels rius del delta del Mekong. La zona era una regió natural per al desenvolupament d'una economia basada en la pesca i el cultiu de l'arròs.

## Governants
| Ordre | Sànscrit             | Xinès i pinyin                      | Regnat      |
| 01    | Desconegut           | Liǔyè 柳葉 / Yèliǔ葉柳              | Segle I/II? |
| 02    | Desconegut           | Hùntián 混塡 / Hùnhuì 混湏          | Segle I/II? |
| 03    | Desconegut           | Hùnpánhuáng 混盤況                  | Segle II    |
| 04    | Desconegut           | Pánpán 盤盤                         | Segle II    |
| 05    | Desconegut           | Fàn Shīmàn 范師蔓                   | Segle III   |
| 06    | Desconegut           | Fàn Jīnshēng 范金生                 | 230?        |
| 07    | Desconegut           | Fàn Zhān 范旃                       | 230-243     |
| 08    | Desconegut           | Fàn Cháng 范長                      | 244         |
| 09    | Desconegut           | Fàn Xún 范尋                        | 245/50-287  |
| 10    | Desconegut           | Desconegut                          | Segle IV    |
| 11    | Candana              | Zhāntán 旃檀                        | 357         |
| 12    | Desconegut           | Desconegut                          | Segle IV    |
| 13    | Kauṇḍinya            | Qiáochénrú 僑陳如                   | 420         |
| 14    | Śrī Indravarman      | Chílítuóbámó 持梨陀跋摩             | 430-440     |
| 15    | Desconegut           | Desconegut                          | Desconegut  |
| 16    | Desconegut           | Desconegut                          | Desconegut  |
| 17    | Kauṇḍinya Jayavarman | Qiáochénrú Shéyébámó 僑陳如闍耶跋摩 | 484–514     |
| 18    | Rudravarman          | Liútuóbámó 留陁跋摩                 | 514-545     |